# Budakeszi
Budakeszi (în germană Wudigeß) este un oraș în districtul Budakesz, județul Pesta, Ungaria, având o populație de 13.033 de locuitori (2011). 

## Demografie
Componența etnică a orașului Budakeszi
     Maghiari (90,96%)
     Germani (4,84%)
     Necunoscut (2,45%)
     Alții (1,75%)
Componența confesională a orașului Budakeszi
     Romano-catolici (37,42%)
     Fără religie (15,6%)
     Reformați (11,68%)
     Atei (2,57%)
     Luterani (1,67%)
     Greco-catolici (1,49%)
     Necunoscută (29,1%)
     Alte religii (3,35%)
Conform recensământului din 2011, orașul Budakeszi avea 13.033 de locuitori. Din punct de vedere etnic, majoritatea locuitorilor (90,96%) erau maghiari, cu o minoritate de germani (4,84%). Apartenența etnică nu este cunoscută în cazul a 2,45% din locuitori. Nu există o religie majoritară, locuitorii fiind romano-catolici (37,42%), persoane fără religie (15,6%), reformați (11,68%), atei (2,57%), luterani (1,67%) și greco-catolici (1,49%). Pentru 29,1% din locuitori nu este cunoscută apartenența confesională.